# Brachygalba albogularis
El jacamará gorgiblanco o jacamar de cabeza blanca (Brachygalba albogularis) es una especie de ave piciforme de la familia Galbulidae que vive en Sudamérica.

## Distribución y hábitat
Se encuentra en el bosque de galería y las áreas inundables de las selvas en Bolivia, Brasil y Perú, a menos de 600 m s. n. m.

## Descripción
Mide 15 a 17 cm de longitud. El plumaje es castaño oscuro con la cara blancuzca, pico color crema y el pecho color castaño.

## Alimentación
Se alimenta de insectos que atrapa al vuelo.